# Ezza Norte
Ezza Norte é uma área de governo local no estado de Ebonyi na Nigéria. Sua sede é na cidade de Ebiaji. Possui uma área de 305 km2 e uma população de 145.619 no censo de 2006. O Ezza Norte foi criado em 1996 junto com outras LGAs no então novo estado de Ebonyi, que fazia parte da antiga Área de Governo Local de Ezza. É uma cidade predominantemente ibo. Desde a sua criação Ezza Norte tem estado na parte do desenvolvimento progressivo sob o governo do estado de Ebonyi dominado pelo PDP.
O código postal da área é 482.